# Michael Kumpfmüller

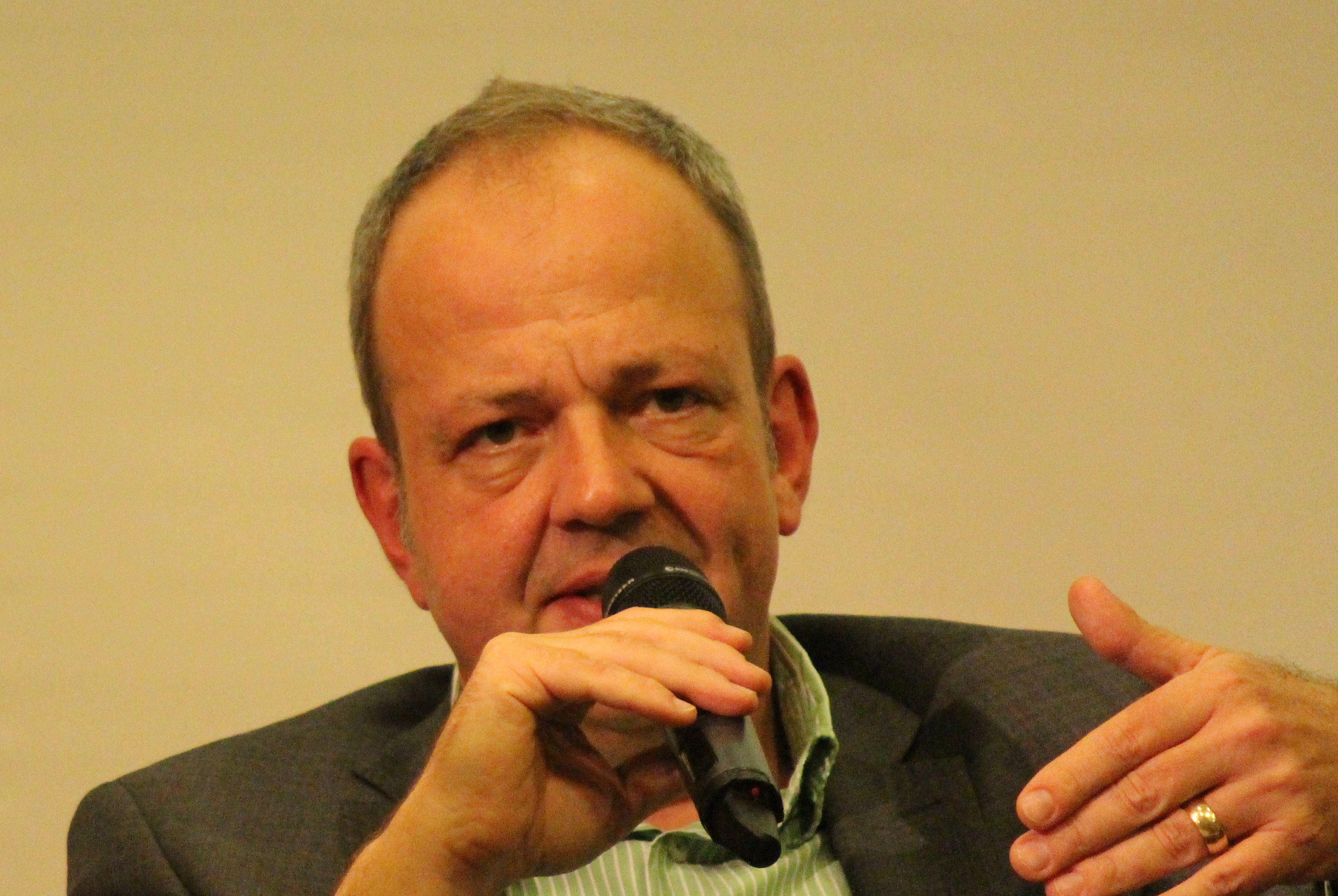
Michael Kumpfmüller

Michael Kumpfmüller (* 21. července 1961, Mnichov) je německý novinář a spisovatel.

## Život
Studoval historii, germanistiku na univerzitě v Tübingenu, Vídni a na Svobodné univerzitě v Berlíně. Disertační práci psal na téma "Die Schlacht von Stalingrad: Metamorphosen eines deutschen Mythos".
Se svojí manželkou Evou Menasse, rakouskou spisovatelkou, žije v berlínské čtvrti Schöneberg.

## Dílo

### Přehled děl v originále (výběr)
- Die Erziehung des Mannes: Roman. Köln: Kiepenheuer und Witsch Verlag, 2016. 320 S.
- Die Herrlichkeit des Lebens: Roman. Köln: Kiepenheuer und Witsch Verlag, 2011. 239 S.[6]
- Nachricht an alle: Roman. Köln: Kiepenheuer und Witsch Verlag, 2008. 382 S.
- Durst: Roman. Köln: Kiepenheuer und Witsch Verlag, 2003. 224 S. (Pozn.: V tomto díle autor tematizuje pozadí úmrtí dítěte)[7]
- Hampels Fluchten: Roman. Köln: Kiepenheuer und Witsch Verlag, 2000. 496 S.

### České překlady
- Nádhera života (orig. 'Die Herrlichkeit des Lebens'). 1. vyd. Praha: Mladá fronta, 2012. 231 s. Překlad: Věra Koubová[8]

### Ocenění (výběr)
- 2016 – zařazen do tzv. širší nominace na Německou knižní cenu za román Die Erziehung des Mannes[9]
- 2007 – Cena Alfreda Döblina